# Chat à la boule au bout de la queue
Le chat à la boule au bout de la queue (en anglais Ball-tailed cat) est une créature terrifiante (en) issu des récits exagérés du folklore d'Amérique du Nord, que l’on décrit généralement comme un puma, mais qui s’en différencie par sa queue excessivement longue et à laquelle est fixée une masse solide et sphérique qui lui permet de frapper ses proies. Au début du XXe siècle, il n’était pas rare que des contes mettant en scène le chat à la boule au bout de la queue – ou ses nombreuses variantes – circulent parmi les bûcherons. Deux des variantes les plus répandues sont celles du digmaul et du chat argenté. Le chat argenté se distingue par sa boule dont l’une des faces est lisse, pour assommer les passants inconscients, et dont l’autre face est pourvue de piquants pour trouer et agripper ses victimes.